# Norra Kvarntjärnen, Lappland
Norra Kvarntjärnen är en sjö i Arvidsjaurs kommun i Lappland och ingår i Skellefteälvens huvudavrinningsområde. Sjön har en area på 0,0594 kvadratkilometer och ligger 397,7 meter över havet. Sjön avvattnas av vattendraget Petikån.

## Delavrinningsområde
Norra Kvarntjärnen ingår i det delavrinningsområde (725862-166629) som SMHI kallar för Inloppet i Norra Kvarnträsket. Medelhöjden är 414 meter över havet och ytan är 10,14 kvadratkilometer. Det finns inga avrinningsområden uppströms utan avrinningsområdet är högsta punkten. Petikån som avvattnar avrinningsområdet har biflödesordning 2, vilket innebär att vattnet flödar genom totalt 2 vattendrag innan det når havet efter 144 kilometer. Avrinningsområdet består mestadels av skog (70 procent). Avrinningsområdet har 1,45 kvadratkilometer vattenytor vilket ger det en sjöprocent på 14,3 procent.